# SMRT集团
SMRT集團（SGX：S53、OTCBB：SPMRY
）是新加坡的兩大公共運輸機構之一，成立於1987年，並於2000年7月上市，經營項目包括新加坡的地鐵、輕軌系統、計程車及巴士業務。
2016年7月20日，淡馬錫控股全面收購SMRT。

## 歷史
SMRT集团以 Mass Rapid Transit Corporation (MRTC) 为名成立于1983年10月14日，接管了前临时政府部门 Mass Rapid Transit Authority 的角色和职责。

## 主要業務
- SMRT巴士（前稱八達巴士）
- SMRT地鐵
- SMRT輕軌系統
- SMRT計程車

## 營運狀況
- SMRT巴士擁有超過900部巴士。
- SMRT地鐵營運南北線、東西線及環線沿線72個車站。
- SMRT輕軌系統營運及管理武吉班讓輕軌沿線14個車站。
- SMRT計程車擁有2,000多部計程車。

## 相片集

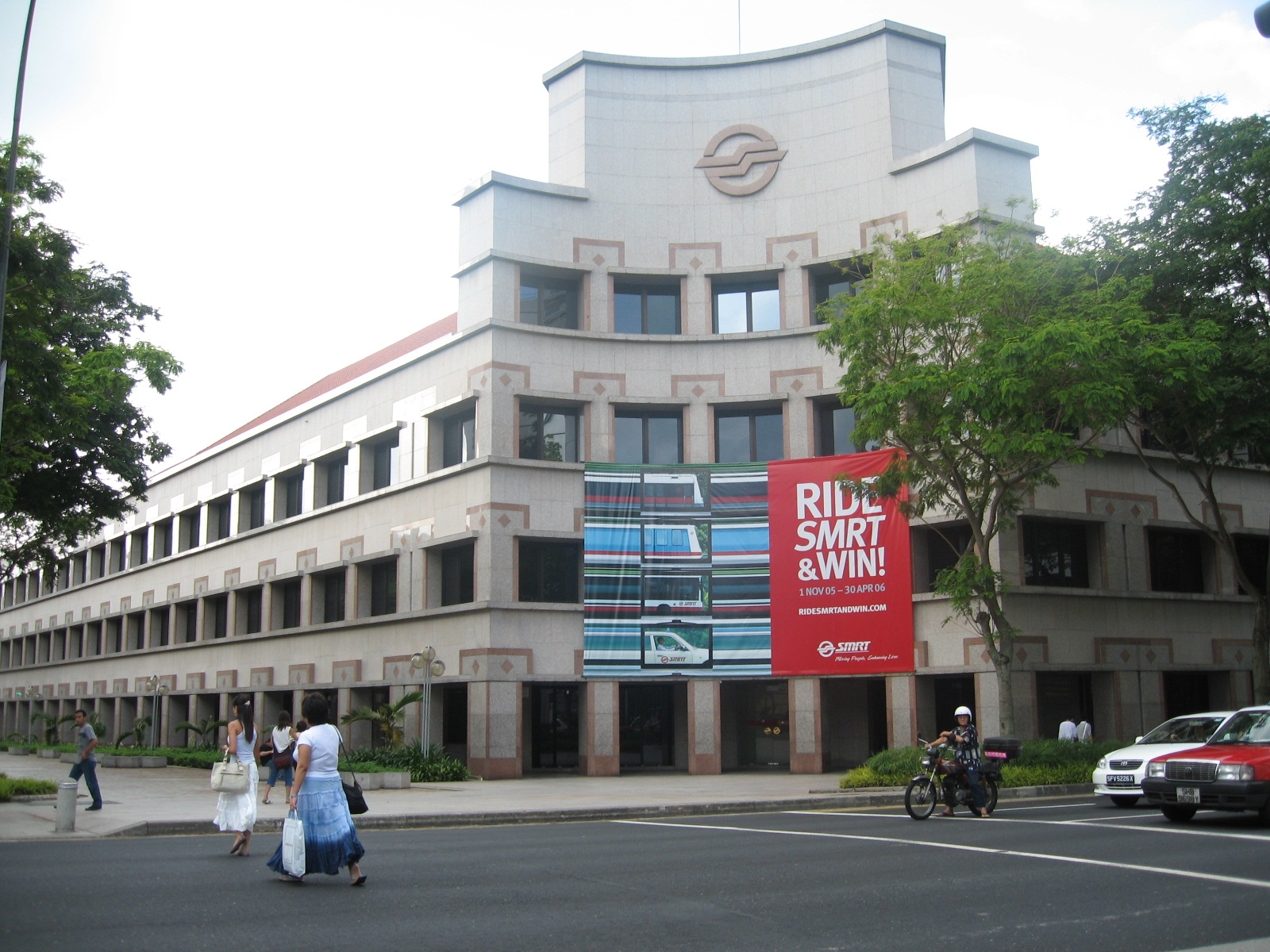
SMRT集團總部.
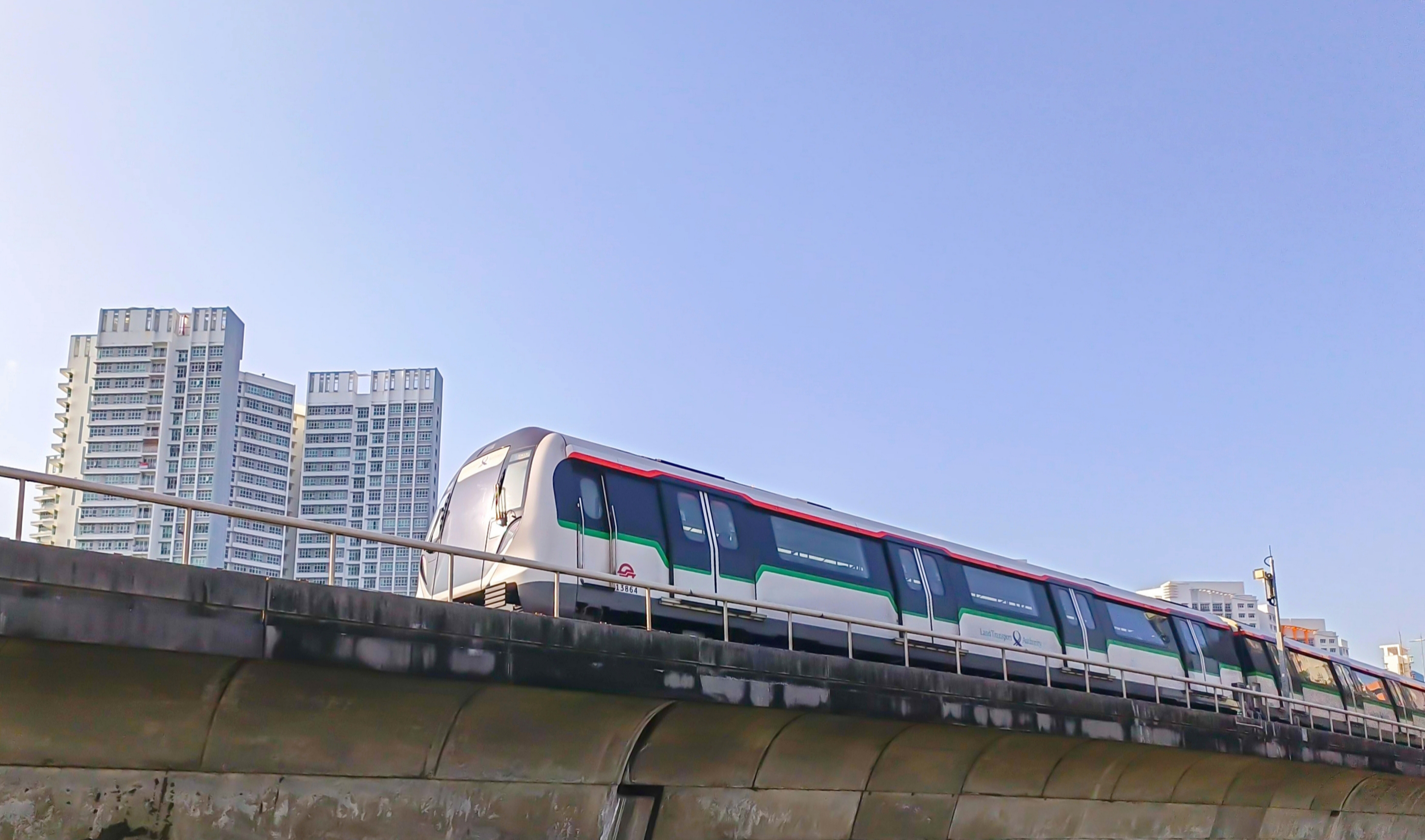
SMRT地鐵
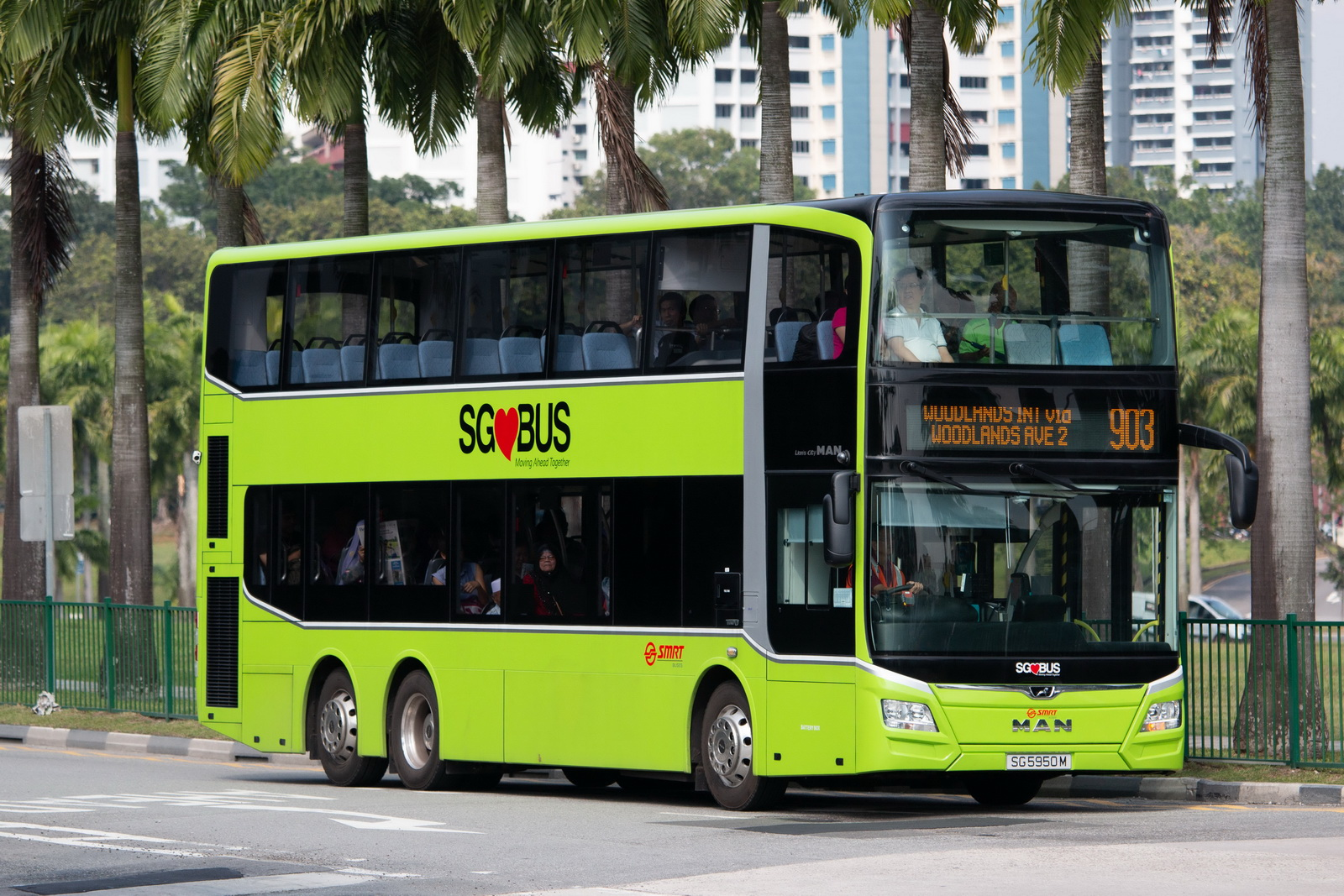
SMRT巴士

## 外部連結
- SMRT Corporation（页面存档备份，存于）